# Alfred Trzebinski
Alfred Trzebinski (Jutrosin (Polònia) 29 d'agost del 1902 – executat a Hamelín (RFA), 8 d'octubre del 1946) era un metge i SS-Hauptsturmführer que va ser actiu com a cap del servei sanitari als camps de concentració d'Auschwitz, Majdanek i Neuengamme.
La seva participació en l'assassinat de vint nens i nenes jueus, el 21 d'abril de 1945 a l'Escola del Bullenhuser Damm, a penes dues setmanes abans la fi de la Segona Guerra Mundial, per tal d'eliminar testimonis comprometedors dels experiments pseudo mèdics al camp de Neuengamme, va ser el seu crim més infame.

## Biografia
Després dels seus estudis de medicina a Breslau i Greifswald va obtenir el doctorat i establir-se com metge rural a Saxònia. El setembre 1932 va afiliar-se a la Schutzstaffel (SS) i el febrer 1933 al Partit Nacional Socialista dels Treballadors Alemanys (NSDAP) i des del maig 1941 a la Waffen-SS.
A Neuengamme va organitzar la barraca 11 a la qual el metge Kurt Heissmeyer experimentava de manera poc científica amb presoners soviètics i més tard amb nens, per tal de poder desenvolupar una vacuna contra la tuberculosi provocava infeccions artificials amb bacteris vius. Com que Heissmeyer només anava dues vegades per més al camp, va continuar els experiments i les operacions als quals els presoners van ser sotmesos quan el principal perpetrador era absent.
En apropar-se les tropes britàniques a l'abril 1945, va rebre l'ordre des de Berlín de fer desaparèixer les proves i els testimonis dels experiments inhumans. Els nens, els seus quatre cuidadors i almenys 24 presoners soviètics van ser conduïts al soterrani de l'escola abandonada del l'Bullenhuser Damm i van ser assassinats durant els crims de la fase final més infame. El seu paper no queda clar, com que només queden els testimoniatges dels perpetradors, que van contradir-se per tal de descarregar-se a càrrec dels altres.
Després de la guerra
En un primer temps va poder amagar-se, treure el tatuatge, prova de la seva afiliació a la SS i presentar-se als ocupants britànics com a metge de la Wehrmacht. Aquests van conctractar-lo com metge al camp de presoners de guerra d'Hesedorf prop de Bremervörde, on va viure en llibertat amb son esposa i filla. Tot i això el seu engany va ser descobert i l'1 de febrer de 1946 va ser arrestat i empresonat a Westertimke. Durant el procés va utilitzar subterfugis per a disminuir la seva culpa i pretendre que el seu paper als assassinats del Bullenhuser Damm va ser menor. A més, «per humanisme» hauria donat una injecció anestèsica de morfina als nens, abans que l'SS Johann Frahm els pengés. Segons recerques més recents, aquesta versió no està confirmada pels fets i els altres testimonis. Només seria una excusa per a protegir-se contra l'acusació de crims contra la humanitat. En un darrera carta a la seva esposa va escriure que en cap cas hauria pogut salvar els nens i les nenes, contra un ordre de Heinrich Himmler no hi havia cap remei. «Si hagués intentat de salvar-los amb el risc de la meva pròpia vida, hauria sigut un acte bell i heroic, però els nens haurien estat assassinats igualment» i va persistir fins a la fi en pretendre el seu humanisme perquè hauria donat un analgèsic als nens abans llur execució.
Al primer dels judicis de la Casa Curio, als quals van ser acusats els responsables del Camp de Neuengamme del 18 de març al 3 de maig 1946 davant un tribunal militar britànic va ser condemnat a mort i va ser penjat el 8 d'octubre del mateix any a Hameln.